# Vinogradni (Temriuk, Krasnodar)
Vyshestebliyevskaya (del ruso: Вышестеблиевская) es una stanitsa del raión de Temriuk del krai de Krasnodar del sur de Rusia. Está situada en la península de Tamán, en la orilla septentrional del limán Tsokur, 38 km al oeste de Temriuk y 164 km al oeste de Krasnodar, la capital del krai.  Tenía 1 988 habitantes en 2010.
Pertenece al municipio Vyshestebliyevskoye.